# Amaltea (mitología)

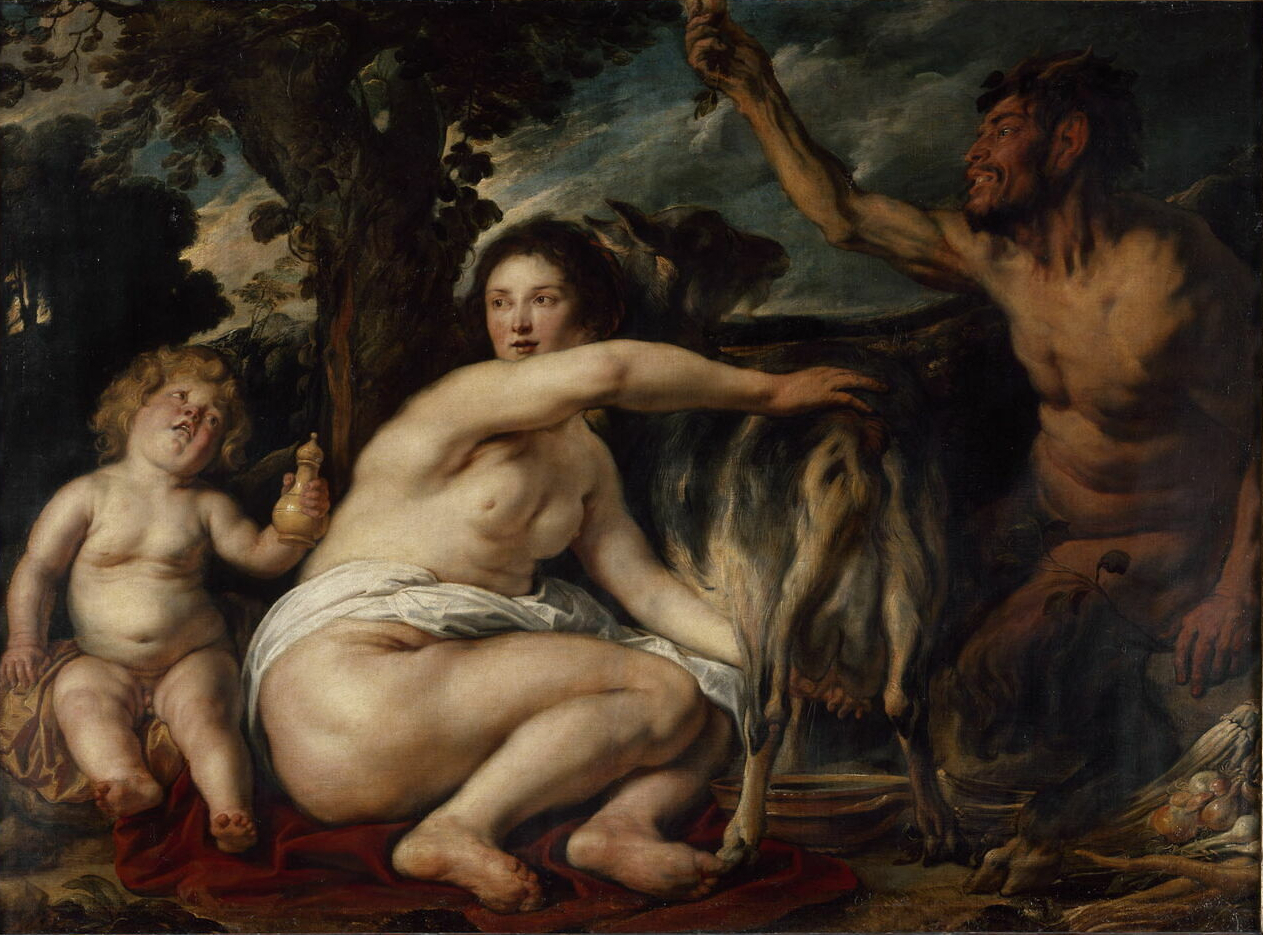
Óleo en lienzo de Jacob Jordaens: Infancia de Zeus (La cabra Amaltea alimenta a Zeus)/Jugend des Zeus (Die Ziege Amalthea ernährt Zeus), ca. 1640. Museo del Louvre.

Amaltea (en griego antiguo Ἀμάλθεια, Amáltheia; de ἀμαλός, ‘tierno’, ‘ternura’) es, en la mitología griega, una de las nodrizas de Zeus. Dependiendo de la versión es descrita ora como una ninfa, ora como una cabra. Sea como fuere crio al infante en una cueva de Creta. En ocasiones se le ha dado el nombre alternativo de Adamantea. El cuerno de Amaltea sirvió para construir el símbolo de la cornucopia. Cuando se le concede una filiación Amaltea es descrita como hija de Hemonio o Melise. Zeus se alimentó del pecho nutricio de la cabra Amaltea porque nunca bebió la leche de Rea. O bien la náyade Amaltea ocultó al infante en las selvas del monte Ida. Hesíodo, el primero en mencionar la infancia de Zeus, no menciona la cabra pero sí que creció en el «monte Egeo (Αἰγαίος, Aigaíos)», cuya etimología es similar a «cabra (αἲγειος, aígeios)».  Algunas monedas cretenses representaban al infante Zeus amamantado por la cabra pero otras monedas griegas le mostraban sujeto a sus ubres o llevado en brazos de una ninfa. 

## Crianza de Zeus

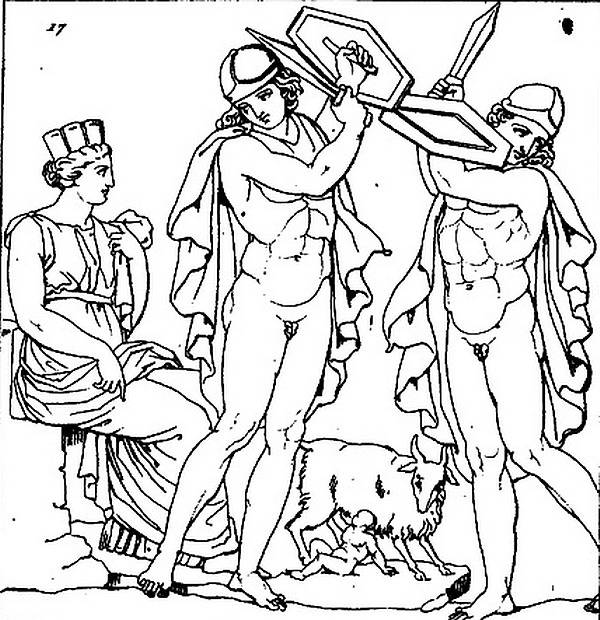
Rea, Amaltea amamantando a Zeus y la danza de los Sacerdotes dibujo de un bajorrelieve de un altar romano

Diodoro Sículo narra que Crono hacía desaparecer repetidamente a los hijos que le nacían y Rea se  indignaba al no poder cambiar la decisión de su marido. Pero cuando parió a Zeus, lo ocultó en el  monte llamado Ida y lo entregó a escondidas a los curetes, que habitaban junto al monte Ida, para que lo criaran. Estos lo llevaron a una cueva y lo entregaron a las ninfas, exhortándolas a poner todo su cuidado en el niño. Las ninfas lo alimentaron con una mezcla de leche y miel e hicieron que lo amamantara la cabra llamada Amaltea.
Calímaco cuenta que las compañeras de los coribantes, las melias del Dicte, tomaron al infante Zeus en sus brazos. Adrastea lo mecía en una cuna de oro, el niño chupaba la ubre opulenta de la cabra Amaltea, y consumía ávidamente la dulce miel de la abeja Panácride en los montes Ideos que se llaman Panacra. Alrededor del infante bailaban apretadamente los curetes su danza guerrera, golpeando sus armas para que en los oídos de Crono se oyera el estrépito del escudo y no los llantos de un bebé.
Apolodoro dice que Rea se dirige a Creta, estando encinta de Zeus, lo da a luz en una cueva de Dicte y se lo entrega a los curetes y a las ninfas Adrastea e Ida, hijas de Meliseo, para que lo críen. Estas alimentaban al niño con la leche de Amaltea. Los curetes, armados, custodiaban al niño en la cueva y golpeaban los escudos con las lanzas para que Crono no oyera su voz.
Lactancio nos dice que Melise, rey de los cretenses, fue el primero que hizo sacrificios a los dioses e introdujo nuevos ritos y procesiones rituales. Tuvo dos hijas, Amaltea y Melisa, las cuales alimentaron con leche de cabra y con miel a Zeus niño.
En De Astronomica se nos ofrece diversas variantes. Meliseo era rey en Creta, y Zeus fue llevado ante sus hijas para ser amamantado. Como no tenían leche, le proporcionaron una cabra llamada Amaltea y esta lo crio. A menudo daba a luz gemelos, y en el mismo momento en el que Zeus fue llevado para ser amamantado, la cabra ya había parido un par de cabritillos. Y así, debido a la bondad de la madre, las crías también fueron colocados entre las estrellas. También se dice que Zeus, entregado por Rea, fue amamantado por Temis y la ninfa Amaltea. Amaltea tenía una cabra como mascosa y este animal fue el que amamantó a Zeus.
En las Fabulae se nos dice que Hera se llevó a Zeus a la isla de Creta, y Amaltea, la nodriza del niño, lo colgó en una cuna bajo un árbol, para que no pudiese ser encontrado ni en la tierra, ni en el cielo, ni en el mar. Cuando finalmente el llanto del bebé pudo ser escuchado, Hera convocó a unos jóvenes y les entregó unos escudos pequeños de bronces y unas lanzas, y les ordenó que diesen vueltas alredeor del árbol causando un alboroto. Estos son llamados curetes, coribantes o lares.

## El «cuerno de Amaltea»
Ovidio dice que la náyade Amaltea poseía una cabra que llamaba la atención entre los rebaños dicteos, hermosa madre de dos cabritos, con cuernos largos y retorcidos sobre el lomo. Pero se había partido un cuerno en un árbol y su belleza quedó truncada en la mitad. La ninfa lo recogió y lo envolvió en hierbas frescas y lo llevó a presencia de Júpiter lleno de manzanas. Posteriormente las náyades consagraron el cuerno rellenándolo de frutas y flores.
Otra versión dice que Heracles pretendió a Deyanira, y por conseguirla luchó contra Aqueloo metamorfoseado en toro, y le quebró uno de los cuernos. Se casó con Deyanira y Aqueloo recobró el cuerno entregado a cambio el de Amaltea. Amaltea era hija de Hemonio, y poseía un cuerno de oro que, según Ferécides, tenía el poder de proporcionar en abundancia la comida o bebida que desease. Lo llaman «Cuerno de Amaltea» y en él imaginan una gran abundancia de todos los frutos otoñales; uvas, manzanas y otras frutas similares. Pero, en esta figuración enigmática de los poetas, el cuerno de Aqueloo representa la corriente de agua que discurre por el canal, y las manzanas, las granadas y los racimos significan la región fructífera regada por el río y la profusión de plantas productoras de fruto. Por otra parte, dicen que el cuerno es de «Amaltea», es decir, de algo así como una «falta de blandura» (amalakistía), con lo que se quiere significar la fortaleza del constructor de la obra.
Según la mitología clásica, los dueños del cuerno fueron muchos y variados. En general, se le consideraba símbolo de riquezas inacabables y abundancia, y se convirtió en atributo de varias divinidades (Hades, Gea, Deméter, Cibeles, Hermes), y de los ríos (el Nilo) como fertilizantes de la tierra. El término «cuerno de Amaltea» se aplica a una región fértil, y una finca propiedad de Tito Pomponio Ático fue llamada Amaltheum.

## Égida y catasterismo
También se contaba que, antes de combatir contra los titanes, Zeus tomó la piel de la cabra para vestirse con ella, puesto que era invulnerable;  esa piel se llamaría después la «égida» (el término griego αἰγίς aigis significa ‘piel de cabra’). Amaltea fue posteriormente colocada por Zeus entre las estrellas en la constelación Auriga,  así como el cuerno que le había proporcionado alimento.